# Jean-Pierre Le Roch (entrepreneur)
Pour les articles homonymes, voir Jean-Pierre Le Roch.
Jean-Pierre Le Roch, né le 18 mars 1929 à Bus-Saint-Rémy et mort le 21 avril 2006 à Vannes, est un entrepreneur français d'origine bretonne, fondateur de l'enseigne Intermarché et plus largement du groupe de distribution Les Mousquetaires.

## Biographie

### L'aventure E.LECLERC
Jean-Pierre Le Roch naît le 18 mars 1929 à Bus-Saint-Rémy dans une famille modeste de paysans bretons. En décembre 1947, à 18 ans, il quitte la France avec ses parents, son frère et sa sœur pour le Brésil. Il y trouvera une vie meilleure et y apprendra à la fois le goût d'entreprendre et l’esprit d'aventure. Il devient un temps garagiste à São Paulo et obtient le titre de champion du Brésil de course automobile. Il rentre en France une dizaine d'années plus tard et en 1958 rencontre Édouard Leclerc. En 1959, il ouvre son premier point de vente sous l'enseigne E-Leclerc à Issy-les-Moulineaux, le 60e magasin de la chaîne. Il devient secrétaire général du groupement E.Leclerc.

### L'aventure Intermarché

Logo Intermarché en 1972

En septembre 1969, en désaccord sur le développement du groupe avec Édouard Leclerc, il décide de le quitter et entraîne avec lui 92 distributeurs indépendants, représentant 95 magasins. Ils créent alors une nouvelle enseigne, les « Ex », qu'il préside. 
En 1973, alors qu'il est toujours aux commandes, l'enseigne les Ex est rebaptisée Intermarché, le nom ayant été cédé à la société Exxon Mobil. Il assurera la présidence du groupe jusqu'en 1994, qui prendra le nom des Mousquetaires.
En 1991, il est le cofondateur de l'Institut de Locarn, œuvrant pour le développement économique et culturel de la région bretonne.
Jean-Pierre Le Roch prend sa retraite en 1994 à Port-Navalo près d'Arzon (Morbihan). Il crée en 1998 une fondation à but humanitaire, la fondation « Jean-Pierre et Marie Thérèse Le Roch-Les Mousquetaires ».
Il meurt le 21 avril 2006 à l'âge de 77 ans à Vannes. Ses obsèques eurent lieu à Arzon (Morbihan) en présence de nombreuses personnalités dont Édouard Leclerc et Reynald Secher, l'auteur de sa biographie. « Il était reconnu par tous comme un homme d’action hors pair, un extraordinaire meneur d'hommes et un visionnaire » (extrait du discours de Michel Pattou lors de ses obsèques).

## Décorations
- Officier de la Légion d'honneur[6].